# Fulvussyre
Fulvussyre er den del af et humusprodukt, som er opløseligt under alle pH-forhold. Fulvussyren bliver tilbage i opløst form, når man har fjernet humussyren ved tilsætning af fortyndet syre. Fulvussyre er lysegul til gulbrun i farven.
| Naturvidenskab | Spire Denne naturvidenskabsartikel er en spire som bør udbygges. Du er velkommen til at hjælpe Wikipedia ved at udvide den. |